# Tel Te’omim
Tel Te’omim (hebr. תל תאומים; ang. Tel Te'omim; pol. Bliźniacze Wzgórza) – wieś komunalna położona w Samorządzie Regionu Emek ha-Majanot, w Dystrykcie Północnym, w Izraelu.

## Położenie
Tel Te’omim jest położona na wysokości 139 metrów p.p.m. w intensywnie użytkowanej rolniczo Dolinie Bet Sze’an, będącej częścią Rowu Jordanu w Dolnej Galilei. Okoliczny teren jest stosunkowo płaski, opada jednak w kierunku wschodnim w depresję rzeki Jordan. Jedynymi niewielkimi wzgórzami są wzgórza pochodzenia ludzkiego, takie jak Tel Teoim i Tel Nufar. Wokół osady znajdują się liczne źródła, których wody są odprowadzane do sztucznych stawów hodowlanych. Na zachód od wsi płynie strumień Moda. W odległości 3 km na południe od wsi przebiega mur bezpieczeństwa oddzielający terytorium Izraela od Autonomii Palestyńskiej. W jej otoczeniu znajdują się kibuce En ha-Naciw, Sede Elijjahu i Tirat Cewi, oraz moszawy Rechow i Sede Terumot. Tel Teomim wraz z sąsiednimi osadami Sede Terumot, Rewaja i Rechow tworzy wspólnie powiązaną wieś rolniczą o nazwie Bikur Jiszuwej (hebr. ישובי ביכורה). Po stronie palestyńskiej są wsie Bardala, Kardala i Ein al-Beida.
Tel Te’omim jest położony w Samorządzie Regionu Emek ha-Majanot, w Poddystrykcie Jezreel, w Dystrykcie Północnym Izraela.

## Demografia
Stałymi mieszkańcami kibucu są wyłącznie Żydzi:

## Historia

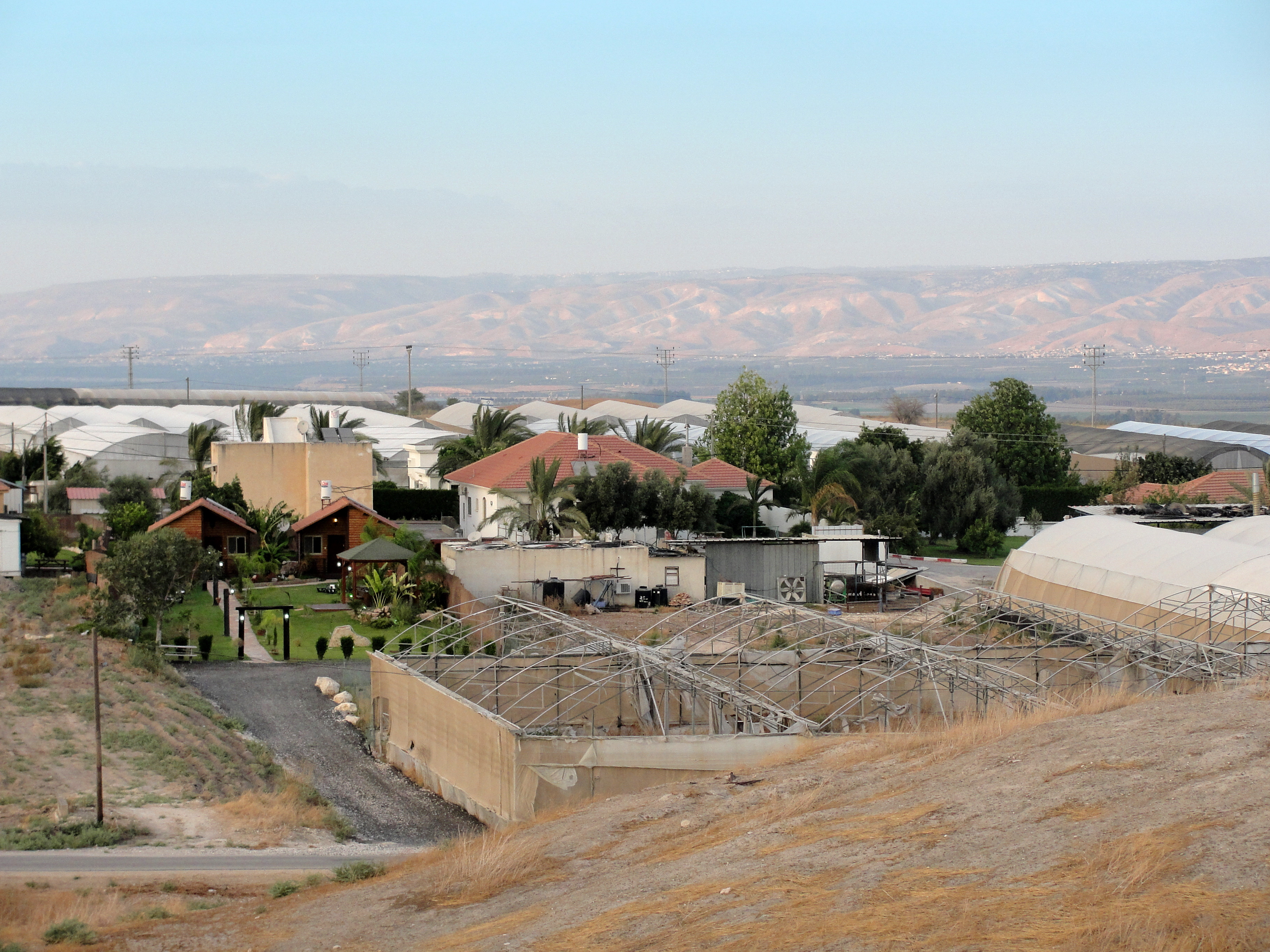
Widok na wieś Tel Te’omim

Pierwotnie w okolicy tej istniały dwie arabskie wsie as-Samirija i al-Hamra. Pierwsza została wysiedlona i zniszczona w dniu 27 maja 1948 roku podczas I wojny izraelsko-arabskiej. Drugą zniszczono w dniu 31 maja 1948 roku. Dużo wcześniej tutejsze grunty wykupiły od arabskich mieszkańców żydowskie organizacje syjonistyczne.
Współczesna wieś została założona w 1982 roku, w celu zapewnienia mieszkań dla pracowników i ich rodzin pracujących w okolicznych kibucach i moszawach. Jej nazwa wywodzi się od dwóch wzgórz, które są położone w jej bezpośrednim sąsiedztwie. Istnieją dalsze plany rozbudowy wsi.

## Kultura i sport
W wiosce znajduje się ośrodek kultury z biblioteką, sala sportowa z siłownią, oraz boisko do piłki nożnej. W centrum wsi utworzono ośrodek absorpcji Żydów z Etiopii.

## Edukacja i religia
Wieś utrzymuje przedszkole. Starsze dzieci są dowożone do szkoły podstawowej Bikura w moszawie Rechow i szkoły średniej w kibucu Newe Etan. Wieś posiada własną synagogę i mykwę

## Gospodarka i infrastruktura
Gospodarka wsi opiera się na intensywnym rolnictwie i sadownictwie. W szklarniach uprawiane są przyprawy i warzywa. W wiosce jest sklep wielobranżowy i warsztat mechaniczny.

## Transport
Z wsi wyjeżdża się dwoma drogami na zachód. Jedna prowadzi do moszawu Rechow, a druga do moszawu Sede Terumot, gdzie dojeżdża się do drogi nr 90.